# 제4회 전국동시지방선거 광역의원
다음은 제4회 전국동시지방선거의 광역의원 선거 결과를 정리한 것이다.

## 같이 보기
- 제4회 전국동시지방선거